# Attentat de Sayyida Zeinab du 31 janvier 2016
Pour les articles homonymes, voir attentat de Sayyida Zeinab.
L'attentat de Sayyida Zeinab du 31 janvier 2016 a lieu lors de la guerre civile syrienne.

## Prélude

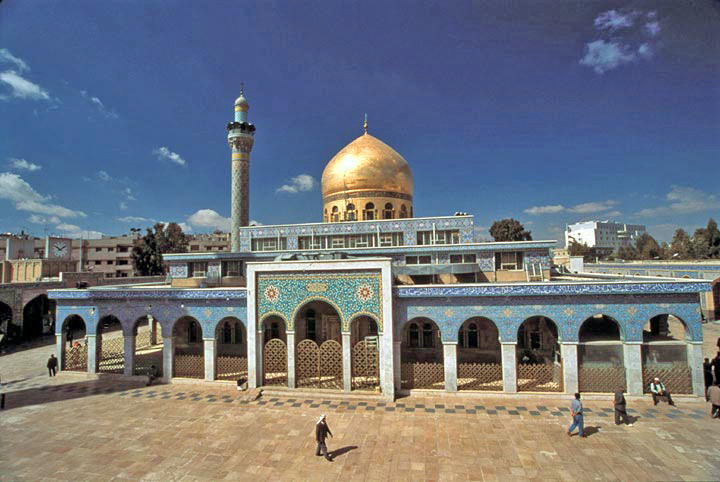
Mosquée de Sayyida Zeinab en 2007.

La mosquée de Sayyida Zeinab, située au sud de Damas, est un haut lieu de pèlerinage pour les chiites. Lors de la guerre civile syrienne, plusieurs milices chiites, telles que le Hezbollah, le Harakat Hezbollah al-Nujaba, la Saraya al-Khorasani, le régiment de l'imam Hassan al-Mujtaba, et plusieurs autres, sont déployées à Sayyida Zeinab pour protéger le lieu. Une milice irakienne se donne même le nom de régiment « Garant de Zeinab ». La protection de la mosquée est le motif le plus fréquemment invoqué par ces milices, venues d'Irak, d'Iran, du Liban et même d'Afghanistan, pour justifier leurs interventions en Syrie aux côtés des forces de Bachar el-Assad,.

## Déroulement
Selon l'agence Sana, trois explosions secouent les environs de la mosquée de Sayyidah Zaynab le 31 janvier 2016. Une voiture piégée explose en fin de matinée devant un arrêt de bus à proximité de la mosquée, puis deux kamikazes déclenchent leurs ceintures d’explosifs alors que des témoins se rassemblaient sur la scène.
De son côté l'Observatoire syrien des droits de l'homme (OSDH) affirme que l'attaque a été menée par deux kamikazes de l'État islamique, l'un avec un véhicule piégé, l'autre avec une ceinture explosive. L'ONG fait également mention d'une troisième explosion qui aurait été entendue par des témoins, mais dont l'origine est mal établie.

## Revendication
L'attentat est revendiqué le même jour par l'État islamique par le biais de l'agence Amaq. Le groupe djihadiste affirme que l'attaque a été menée par deux kamikazes équipés de ceintures explosives. 

## Bilan humain
Selon un bilan donné quelques heures après l'attaque par l'agence Sana, 50 personnes ont été tuées et plus de 100 blessées. L'OSDH affirme de son côté qu'au moins 71 personnes ont été tuées, avec parmi eux 42 miliciens pro-régime, et 29 civils, dont 5 enfants. Il précise également que plusieurs personnes ont été blessées grièvement et que le bilan pourrait augmenter,.